# Anna-Lise Williamson
Anna-Lise Williamson là một Giáo sư chuyên ngành Virus học tại Đại học Cape Town. Williamson có được bằng Tiến sĩ từ Đại học Witwatersrand vào năm 1985. Lĩnh vực chuyên môn của bà là virus papilloma ở người, nhưng bà cũng nổi tiếng ở tầm quốc tế vì các công trình của mình trong việc phát triển vắc-xin cho bệnh HIV. Những vắc-xin này đã được giới thiệu ở pha 1 của thử nghiệm lâm sàng. Williamson đã xuất bản hơn 120 bài viết.

## Học vấn
Williamson nhận được bằng Tiến sĩ tại Đại học Witwatersrand vào năm 1985. Luận án Tiến sĩ của bà có tựa đề "An Electron Microscopic and Immunocytochemical Study of Jaagsiekte" (tạm dịch: "Một nghiên cứu về Hóa học tế bào miễn dịch và Hiển vi của Jaagsiekte"). Williamson cũng là một thành viên tại Hiệp hội Hoàng gia Nam Phi và tại Đại học Cape Town.

## Thành tựu
Anna-Lise Williamson là Giám đốc nhóm Nghiên cứu vắc-xin của Đại học Cape Town GLP. Lĩnh vực chuyên môn của bà và thứ bà nổi tiếng nhất chính là virus papilloma ở người và vắc-xin HIV.

## Công bố
Anna-Lise Williamson đã công bố hơn 120 bài viết. Các bài viết của bà chủ yếu bao gồm lĩnh vực chuyên môn của bà về phát triển vắc-xin HIV, virus HIV và virus HPV. Mục đích của những bài viết này là để nhận dạng các dạng phụ của HIV-1 ở cả nam giới đồng tính lẫn dị tính thuộc dân số của Cape Town, Nam Phi.
- Marais, D. J.; Constant, D.; Allan, B.; Carrara, H.; Hoffman, M.; Shapiro, S.; Morroni, C.; Williamson, A.-L. (2007). "Cervical Human Papillomavirus (HPV) Infection and HPV Type 16 Antibodies in South African Women". Journal of Clinical Microbiology. Quyển 46 số 2. tr. 732–739. doi:10.1128/JCM.01322-07. ISSN 0095-1137. PMC 2238115.